# Benzenschwil
Benzenschwil is een plaats en voormalige gemeente in het Zwitserse kanton Aargau en maakt deel uit van het district Muri en sinds 1 januari 2012 van de gemeente Merenschwand.

## Externe link

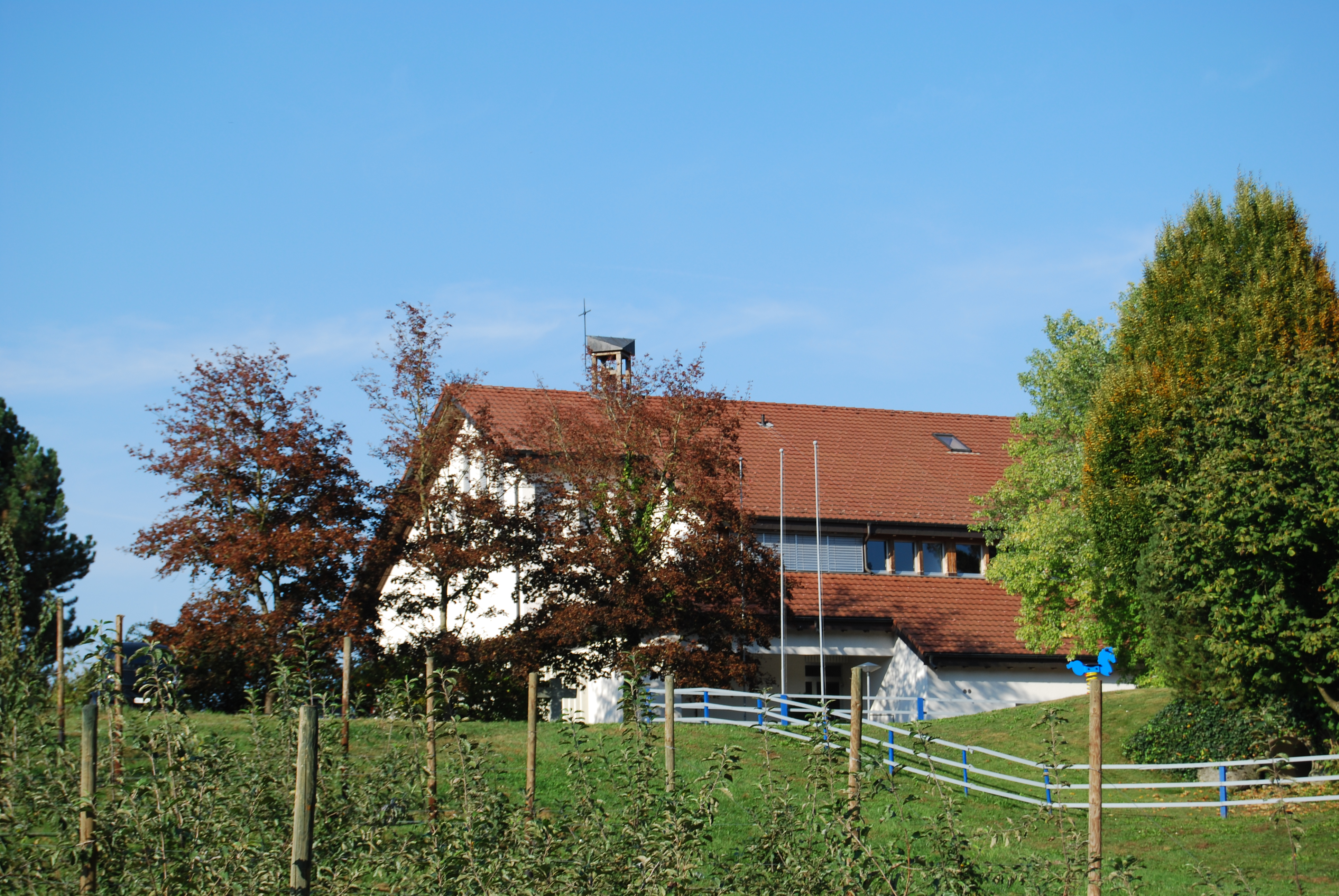
Benzenschwil